# Эксплорер-35
Эксплорер-35 (англ. Explorer 35) — американская автоматическая межпланетная станция, запущенная 19 июля 1967 года с мыса Канаверал, ракетой-носителем Дельта DSV 3E1. Спутник летал на высокой эллиптической орбите с перицентром 2570 км и наклонением к лунному экватору. Такая орбита позволила провести бистатические радиолокационные эксперименты на нескольких витках в экваториальной зоне Луны в области долгот. Скорость вращения составила 25,6 оборотов в минуту. Поставленные над аппаратом цели были достигнуты. После успешной 6-летней работы, космический аппарат был выключен 24 июня 1973 года.

## Цели
Над Эксплорером-35 были поставлены следующие научные задачи:
- Изучение окололунного пространства.
- Изучение межпланетной плазмы.
- Исследование магнитного поля.
- Изучение рентгеновского излучения Солнца.

## Телекоммуникация

Ракета-носитель Дельта DSV 3E1 с Эксплорером-35 на борту перед запуском, 17 июля 1967 года

Измерения выполнялись на длине волны 2,2 м. Прием сигналов на Земле осуществлялся с помощью одной параболической антенны диаметром 38 м по двум независимым каналам с левой и правой круговой поляризацией.

## Научные эксперименты и результаты
При помощи Эксплорера-35 проводились измерения интенсивности отраженного сигнала также и при приеме двух ортогональных линейно-поляризованных сигналов. Проведённые измерения позволили определить значение угла падения, при котором вертикально поляризованный компонент отраженного сигнала стал равен нулю — значение так называемого угла Брюстера, по которому вычисляют среднюю величину эффективной диэлектрической проницаемости грунта в исследованном районе.
Этим районом была юго-западная часть Океана Бурь, для которой значение оказалось равным. Измерения в районе кратера Флемстид дали увеличение интенсивности отраженного сигнала, которое соответствовало возрастанию значения диэлектрической проницаемости для этого района. Эти результаты хорошо соотносились с данными наземных радиолокационных и инфракрасных измерений и соответствовали интенсивному выходу скальных пород на поверхность Луны в окрестностях кратера Флемстид. Наряду с этим было получено 875 спектров отраженных сигналов от локальных районов.